# Saint-Symphorien-de-Thénières
Saint-Symphorien-de-Thénières település Franciaországban, Aveyron megyében. Lakosainak száma 219 fő (2022. január 1.). Saint-Symphorien-de-Thénières Brommat, Huparlac, Lacroix-Barrez, Montézic, Saint-Amans-des-Cots és Argences-en-Aubrac községekkel határos.

## Népesség
A település népessége az elmúlt években az alábbi módon változott:
| Lakosok száma | 330  | 311  | 251  | 236  | 230  | 219  | 211  | 205  | 210  | 219  |
|               | 1968 | 1982 | 1990 | 2006 | 2013 | 2015 | 2017 | 2019 | 2020 | 2022 |